# Hangal
Hangal là một thị xã của quận Haveri thuộc bang Karnataka, Ấn Độ.

## Địa lý
Hangal có vị trí 14°46′B 75°08′Đ / 14,77°B 75,13°Đ Nó có độ cao trung bình là 555 mét (1820 feet).

## Nhân khẩu
Theo điều tra dân số năm 2001 của Ấn Độ, Hangal có dân số 25.011 người. Phái nam chiếm 51% tổng số dân và phái nữ chiếm 49%. Hangal có tỷ lệ 64% biết đọc biết viết, cao hơn tỷ lệ trung bình toàn quốc là 59,5%: tỷ lệ cho phái nam là 67%, và tỷ lệ cho phái nữ là 60%. Tại Hangal, 14% dân số nhỏ hơn 6 tuổi.